# Counties i Mississippi
Liste over amter i Mississippi. Den amerikanske delstat Mississippi består af 82 amter.
| - Adams County - Alcorn County - Amite County - Attala County - Benton County - Bolivar County - Calhoun County - Carroll County - Chickasaw County - Choctaw County - Claiborne County - Clarke County - Clay County - Coahoma County - Copiah County - Covington County - DeSoto County - Forrest County - Franklin County - George County - Greene County | - Grenada County - Hancock County - Harrison County - Hinds County - Holmes County - Humphreys County - Issaquena County - Itawamba County - Jackson County - Jasper County - Jefferson County - Jefferson Davis County, Mississippi - Jones County - Kemper County - Lafayette County - Lamar County - Lauderdale County - Lawrence County - Leake County - Lee County | - Leflore County - Lincoln County - Lowndes County - Madison County - Marion County - Marshall County - Monroe County - Montgomery County - Neshoba County - Newton County - Noxubee County - Oktibbeha County - Panola County - Pearl River County - Perry County - Pike County - Pontotoc County - Prentiss County - Quitman County - Rankin County - Scott County | - Sharkey County - Simpson County - Smith County - Stone County - Sunflower County - Tallahatchie County - Tate County - Tippah County - Tishomingo County - Tunica County - Union County - Walthall County - Warren County - Washington County - Wayne County - Webster County - Wilkinson County - Winston County - Yalobusha County - Yazoo County |